# Rue Zinner
La rue Zinner (en néerlandais Zinnerstraat) est une rue située sur la commune de Bruxelles-ville. Elle va de la Rue Ducale au Boulevard du Régent. Son nom honore la mémoire de Joachim Zinner (1742-1814), paysagiste néo-classique collaborateur majeur à la création du Parc de Bruxelles.